# Jean-Baptiste Bonnafoux de Caminel
Jean Baptiste Bonnafoux de Caminel, né le 17 juillet 1724 au village de Caminel près de Fajoles (Lot), mort le 20 mai 1802 à Fajoles (Lot), est un général de brigade de la révolution française.

## États de service
Il entre en service le 15 mars 1746, comme surnuméraire dans l'artillerie, et il devient lieutenant-colonel le 5 avril 1780.
Il est nommé chef de brigade le 1er avril 1791, et après avoir fait dix campagnes dont celle de Flandre et d’Allemagne, il prend les fonctions de commandant d'artillerie à Metz en 1792.
Il est promu général de brigade le 8 mars 1793, et il est suspendu de ses fonctions le 1er juin suivant.
Il meurt le 20 mai 1802, à Fajoles.

## Sources
- (en) « Generals Who Served in the French Army during the Period 1789 - 1814: Eberle to Exelmans »
- Arthur Chuquet, Un prince jacobin : Charles de Hesse ou le Général Marat, A.Fontemoing, 1906, 434 p., p. 35.
- Léon Hennet, Etat militaire de France pour l’année 1793, Siège de la société, Paris, 1903, p. 114.
- Docteur Robinet, Jean-François Eugène et J. Le Chapelain, Dictionnaire historique et biographique de la révolution et de l'empire, 1789-1815, volume 2, Librairie Historique de la révolution et de l’empire, 886 p. (lire en ligne), p. 222.